# Yukihiro Matsushita
Yukihiro Matsushita (ユキヒロマツシタ?) es un productor y director japonés de anime. Ha realizado diversos trabajos, entre los cuales sobresale la versión animada de María-sama ga Miteru. En algunas obras ha aparecido con el apellido Matsushita en forma de kanji.

## Obras producidas
- Hanbun no Tsuki ga Noboru Sora (productor)
- Sugar Sugar Rune (productor, director, storyboard)
- Hunter x Hunter (director, storyboard)
- María-sama ga Miteru (productor, director, storyboard)
- Rave (director, storyboard)
- Zipang (director, storyboard)
- Gakuen Alice (storyboard)
- Gravitation (storyboard)
- Matantei Roki (director, storyboard)
- Star Ocean EX (director, storyboard)